# Elecciones provinciales de La Rioja (Argentina) de 1999
Las elecciones generales de la provincia de La Rioja de 1999 tuvieron lugar el domingo 12 de septiembre del mencionado año con el objetivo de renovar las instituciones provinciales y municipales de la provincia, en desfase con las elecciones presidenciales, que se realizaron en octubre, pero al mismo tiempo que la renovación de tres bancas legislativas que representaban a la provincia en la Cámara de Diputados de la Nación. Fueron las quintas elecciones provinciales desde la restauración de la democracia en 1983, y los vigesimosegundos comicios riojanos desde la instauración del sufragio secreto en la Argentina. Bajo la constitución vigente, se debía elegir al Gobernador y al Vicegobernador en fórmula única por medio de doble voto simultáneo, así como a 16 de los 30 diputados departamentales, que compondrían los poderes ejecutivo y legislativo de la provincia para el período 1999-2003. Al mismo tiempo, se eligió a las autoridades locales de treinta municipios de la provincia, compuestos por un intendente con un mandato de dos o cuatro años que ejercería el poder ejecutivo y un Concejo Deliberante a cargo del poder legislativo.
Solo tres formaciones políticas presentaron candidatos gubernativos: el gobernante y hegemónico Partido Justicialista, por el cual el gobernador en ejercicio Ángel Maza se presentó para la reelección por un segundo mandato; la Alianza para el Trabajo, la Justicia y la Educación, compuesta en el distrito riojano por los partidos Unión Cívica Radical, Partido Demócrata Cristiano, y Partido Intransigente, presentó al radical José Luis Bellia como candidato gubernativo. Por último, la coalición Izquierda Unida presentó a Rogelio de Leonardi. Aunque el sistema electoral permitía la competición de más de un sublema por lema, en esta ocasión las tres listas que se presentaron disputaron las elecciones con una única candidatura cada uno.
A pesar de que La Rioja era un distrito escasamente poblado, los comicios despertaron interés por ser la provincia de origen del presidente saliente, Carlos Menem y por ser uno de los muchos distritos gobernados por el justicialismo que separaron su elección gubernativa de los comicios presidenciales para evitar apoyar con sus votos al candidato presidencial del partido, Eduardo Duhalde. Los comicios estuvieron signados por la disputa interna entre el presidente y su hermano, Eduardo Menem, entonces presidente provisional del Senado de la Nación Argentina, que respaldó la reelección del gobernador Maza. Con la situación nacional desfavorable para el oficialismo, candidato presidencial de la Alianza, el igualmente radical Fernando de la Rúa, viajó a la provincia durante la campaña para impulsar la intención de voto a Bellia, a pesar de las escasas posibilidades de triunfo, con la intención de colaborar a incrementar el caudal de votos de su fuerza política en un distrito hegemónicamente peronista.
En última instancia, Maza resultó aplastantemente reelecto con el 68,60% de los votos, lo que representó un amplio crecimiento personal. Sin embargo, la ausencia de una competencia interna debido al sistema de lemas permitió esta vez a la Alianza polarizar la elección, obteniendo Bellia el 29,52% y recuperando en el proceso un piso de votos aceptable para el radicalismo, perdido durante la década anterior, lo que le permitió consagrar un segundo diputado nacional. De Lonardi obtuvo el 1,88%, lo que también implicó un crecimiento para la izquierda. Debido al sistema mayoritario de la elección de diputados, el justicialismo retuvo casi la totalidad de las bancas legislativas. La participación fue del 79,07 del electorado registrado.

## Renovación Legislativa
| Departamento           | Diputados | A renovar |
| ---------------------- | --------- | --------- |
| Ángel V. Peñaloza      | 1         | 1         |
| Arauco                 | 2         | 1         |
| Belgrano               | 1         | 1         |
| Capital                | 7         | 4         |
| Castro Barros          | 1         | —         |
| Chamical               | 2         | 1         |
| Chilecito              | 3         | 2         |
| Facundo Quiroga        | 1         | —         |
| Famatina               | 1         | —         |
| Felipe Varela          | 2         | 1         |
| Independencia          | 1         | 1         |
| Lamadrid               | 1         | 1         |
| Ocampo                 | 1         | 1         |
| Rosario Vera Peñaloza  | 2         | —         |
| San Blas de los Sauces | 1         | 1         |
| San Martín             | 1         | 1         |
| Sanagasta              | 1         | —         |
| Vinchina               | 1         | —         |
| Total                  | 30        | 16        |

## Resultados

### Gobernador y vicegobernador
|  | 68.60 % |

|  | 29.52 % |

|  | 1.88 % |

|  | 95.47 % |

|  | 4.07 % |

|  | 0.44 % |

|  | 100.00 % |

|  | 79.07 % |

### Legislatura
|  | 66.23 % |

|  | 29.69 % |

|  | 1.89 % |

|  | 1.46 % |

|  | 0.73 % |

|  | 93.44 % |

|  | 6.07 % |

|  | 0.46 % |

|  | 0.46 % |

|  | 68.79 % |